# ECN-T002
ECN-T002（いーしーえぬ　てぃーぜろぜろに）は、東芝によって開発された、ECナビケータイのCDMA 1X WIN対応音声用端末である。製造型番はTS002（てぃーえす ぜろぜろに）。

## 概要
au（KDDI／沖縄セルラー電話）からリリースされた、T002をベースモデルとして、KDDI・沖縄セルラー電話のMVNOであるECナビケータイ向けにカスタマイズされたモデル。
ECナビケータイとしては5号機となり、初めてGSMローミング(グローバルパスポートGSMの利用形態に準ずる)およびmicroSDHCカード（8GB・ECナビケータイ公表）対応機種となっている。

## 歴史
- 2009年10月1日 - 発売